# PROTAC

TL 12-186, eine Thalidomid-basierte PROTAC mit Wirkung auf den Translationsterminationsfaktor GSPT1

Eine PROTAC (kurz von englisch Proteolysis targeting chimera) ist ein heterobifunktionales Molekül, bestehend aus zwei aktiven Untereinheiten und einem Linker, das es ermöglicht, bestimmte unerwünschte Proteine zu entfernen. Im Gegensatz zu konventionellen Enzym-Inhibitoren wirken PROTACs durch das selektive Induzieren intrazellulärer Proteolyse. Eine der beiden aktiven Untereinheiten ist stets für die Bindung einer E3-Ubiquitin-Ligase verantwortlich, während die zweite für die Bindung an das zu degradierende Enzym verantwortlich ist und somit einer höheren Varianz unterliegt. Die Verbrückung der beiden Enzyme mit der PROTAC führt zur Ubiquitinierung und somit zur Degradation des Zielproteins im Proteasom. Eine neue Bedeutung hat mit den PROTACs der Wirkstoff Thalidomid gewonnen, der an die Ubiquitin-Ligase-Untereinheit Cereblon bindet (E3-Ligase Binder). Weil PROTACs nur hoch selektiv, aber nicht notwendigerweise besonders stark die entsprechenden Proteine binden müssen, um ihre Wirkung entfalten zu können, gibt es Bemühungen, ehemals als ineffektiv klassifizierte Arzneistoffkandidaten zu PROTACs umzufunktionieren.
PROTACs wurden erstmals 2001 von Kathleen Sakamoto, Craig Crews und Ray Deshaies beschrieben. Es wurden seitdem verschiedene E3-Ligasen verwendet, darunter etwa pVHL, CRBN, Mdm2, β-TrCP1, DCAF15, DCAF16, RNF114 und c-IAP1. Die Yale University lizenzierte die PROTAC-Technologie 2013 an Arvinas, welche 2019 zwei PROTACs klinisch testete: ARV-110, welches auf Androgen-Rezeptoren abzielt und ARV-471, welches auf Östrogen-Rezeptoren abzielt. Von verschiedenen deutschen Forschergruppen wurden unter anderem die Übersetzungen Proteolyse-induzierende Chimäre und Protein-degradierender Inhibitor vorgeschlagen, wobei sich hier noch kein Begriff durchgesetzt hat.

## Pharmakologie

Mechanismus. E1, E2, E3: Ubiquitinierungs-Enzyme; Ub: Ubiquitin; Zielprotein: zu degradierendes Protein

PROTACs wirken auf das Ubiquitin-Proteasom-System (UPS), wobei sie das Zielprotein mit der E3 Ligase in räumliche Nähe bringen. Die Ubiquitinierung des Zielproteins führt dann zu seiner Aufnahme in und Degradation durch das Proteasom. Genauer wird hierbei erst eine E1 Ligase mit Ubuiquitin koordiniert, welche dieses auf eine E2-Ligase überträgt. Die ubiquitinierte E2-Ligase bildet dann mit der E3-Ligase einen Komplex und überträgt schlussendlich das Ubiquitin kovalent an das Zielprotein. Dieser Prozess wiederholt sich einige Male, wobei die Ubiquitin-Einheiten auf dem Zielprotein eine Kette bilden. Erst dann wird das Zielprotein vom 26S-Proteasom erkannt und degradiert. Nach der Degradation wird die PROTAC wieder freigesetzt und kann für die Degradation weiterer Zielproteine sorgen. Im Gegensatz zu gängigen Protein-Inhibitoren wirken die PROTACs somit katalytisch, was der Grund für die hohe Wirksamkeit ist.

## Entwicklung
Sowohl der Warhead als auch die E3-Ligase und der Linker müssen in der Entwicklung einer PROTAC beachtet werden. Die Bildung des ternären Komplexes aus E3-Ligase, PROTAC und Zielprotein spielt hierbei eine entscheidende Rolle. Weiterhin muss aufgrund der bifunktionalen Natur von PROTACs der High-Dose-Hook-Effect beachtet werden. Neben den E3-Ligasen pVHL und CRBN sind außerdem noch hunderte weitere Arten von E3-Ligasen zu evaluieren. Es besteht die Möglichkeit durch richtige Auswahl der E3-Ligase Zell-Spezifität in der Wirkung der PROTAC zu erreichen.

## Vorteile
Im Vergleich zu Protein-Inhibitoren zeigen PROTACs einige Vorteile. Der katalystische Wirkmechanismus erlaubt zum Beispiel die Gabe von niedrigeren Dosen als bei vergleichbaren Inhibitor-Analoga. PROTACs können auch höhere Selektivitäten aufweisen, was wiederum die Nebenwirkungen einschränkt. Auch ist es möglich, vormals als nicht behandelbar eingestufte Zielproteine mit einer PROTAC anzugreifen, weil die PROTACs nicht in die jeweilige katalytische Bindetasche des Zielproteins binden müssen, sondern auch die Bindung an beliebige andere Stellen zielführend sein kann. Durch Mutation verursachter Resistenz, welche bei Inhibitoren gelegentlich auftreten kann, kann somit ebenfalls vorgebeugt werden.